# Rumjancev Múzeum

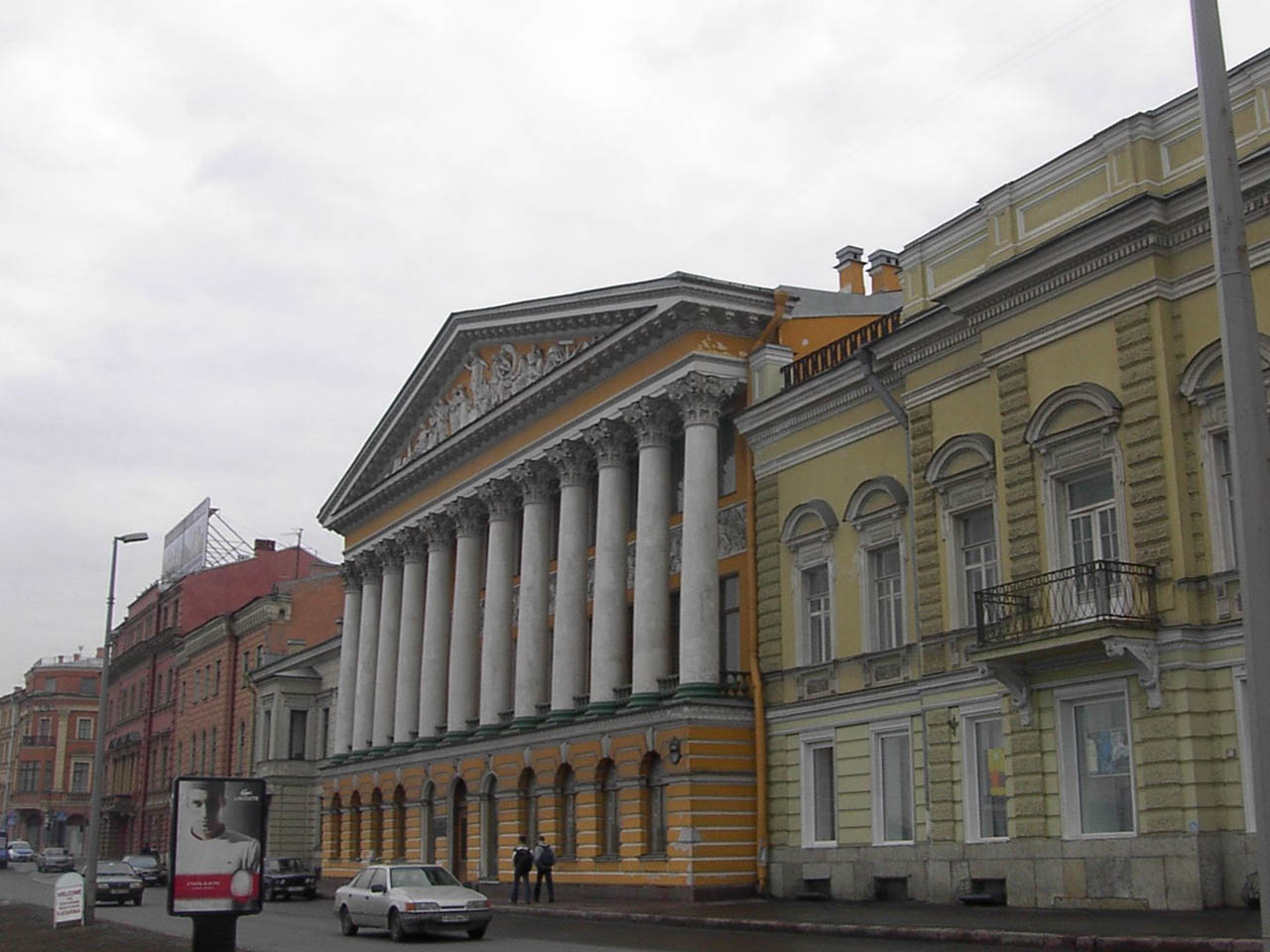
A Rumjancev-palota Szentpéterváron, a Néva partján.

A Rumjancev Múzeum (oroszul: Румянцевский музей, régiesen Румянцевский музеум) Oroszországban 1831–1924 között fennállt nagyhírű múzeum. 30 éven át Szentpéterváron, utána Moszkvában működött. Utódának hivatalosan a mai moszkvai Orosz Állami Könyvtárat (Российская государственная библиотека) tekintik.

## Története

### Szentpéterváron
Nyikolaj Petrovics Rumjancev gróf, kancellár halála előtt fivérének meghagyta, hogy könyvtárát, műtárgyakból és régiségekből álló gazdag gyűjteményeit az államnak adja át, és azokat nyissák meg a nyilvánosság számára. A múzeumot erre a célra felajánlott Néva-parti palotájában hozták létre és öt évvel halála után, 1831-ben nyitották meg. Rumjancev hagyatéka többek között 28 200 kötet könyvet, 710 kéziratot, több mint 1000 térképet, valamint gazdag ásvány- és numizmatikai kollekciót, kisebb szobor- és képtárat is tartalmazott. A hagyatékban számos ritkaság és régi könyv, köztük ősnyomtatvány (1500 előtti időből származó könyv) is volt.
Az új létesítmény fenntartási költségeit a gróf fivére, Sz. P. Rumjancev biztosította, de halála (1838) után a múzeum és könyvtára hanyatlásnak indult. A század első felében a gyűjtemények állománya nagyon lassan gyarapodott. 1846-ban a múzeumot a Cári Nyilvános Könyvtár részévé nyilvánították, vezetőjévé V. F. Odojevszkij herceget nevezték ki. A fenntartásra azonban olyan kevés pénz jutott, hogy Odojevszkij később javaslatot tett az intézmény Moszkvába költöztetésére, ahol nyilvános könyvtár még nem volt.

### Moszkvában
Az újjászervezett intézményt az akkori Moszkva egyik legszebb épületében, az ún. Paskov-házban (1784-1786) helyezték el és Moszkvai Nyilvános Múzeum és Rumjancev Múzeum néven nyitották meg 1862-ben. (Későbbi neve: Moszkvai Nyilvános Rumjancev Múzeum, majd Állami Rumjancev Múzeum). Megnyitása után a könyvtáron kívül a múzeumnak kézirattára, régi könyvek-, numizmatikai, néprajzi, képzőművészeti, ásvány- és zoológiai osztálya gyűjteménye volt.
A gyűjtemények állománya ajándékozás, adományozás útján gyorsan gyarapodott. A legnagyobb adományozó II. Sándor cár volt, aki az Ermitázsból nagyobb metszetgyűjteményt, később pedig nyugat-európai festők mintegy 200 alkotásából álló kollekciót adott át. Az ő ajándéka volt A. A. Ivanov hatalmas méretű festménye, a Krisztus megjelenik a nép előtt (másik címe: A Messiás megjelenése, 1837–1857), a képhez készített kétszáznál több tanulmányt, vázlatot pedig a művész örököseitől vásárolták meg.
A képtár nagyobb szerzeményei között említhető a Művészeti Akadémia 18. századi orosz festők műveit tartalmazó ajándéka, vagy a kor híres műgyűjtője, F. I. Prjanyisnyikov orosz festők 172 alkotásából álló kollekciója (1867). A moszkvai nyitás éveiben került a múzeum birtokába A. Sz. Norov miniszter, tudós, utazó könyvritkaságokat, kéziratokat tartalmazó gyűjteménye. Az ismert vállalkozó, könyvkiadó és műgyűjtő, K. T. Szoldatyenko 269 festményt tartalmazó kollekcióját és 8000 kötetes könyvtárát hagyta a múzeumra (1901).
Rumjancev néprajzi gyűjteménye eredetileg főként a költségén megvalósított expedíciókból és régészeti feltárásokból szerzett anyagból állt. Ez a gyűjtemény 1867-ben V. A. Daskov néprajzi múzeumának az oroszországi népek életét, kultúráját reprezentáló anyagával egészült ki, később tovább bővült. Az örökösök ajándékaként kerültek a kézirattárba például az irodalom legnagyobb alkotói, mint Puskin vagy Tolsztoj kéziratai.
A múzeum könyvtára a 19. század utolsó 40 éve alatt 29 magánkönyvtár anyagával gyarapodott. 1900-ra a könyvtárban őrzött kötetek száma meghaladta 700 000 darabot.

### 1917 után
Az októberi forradalmat követő években az állam által kisajátított magánkönyvtárak egy részének anyagát a múzeumban helyezték el. Bár korábban több melléképület is elkészült, az intézmény folyamatos helyhiánnyal küszködött. Az 1920-as évek elején elhatározták, hogy a múzeumot központi könyvtárrá alakítják át. Gyűjteményei közül csak a könyvtárat hagyták meg, ez képezte az újonnan szervezett, Lenin nevét viselő intézmény alapját. A többi gyűjtemény anyagát szétosztották más állami múzeumok, így Moszkván és Szentpéterváron kívül Kijev, Jalta, Krasznojarszk, Irkutszk, Taskent és más városok múzeumai között. A Rumjancev-féle múzeum orosz festészeti kollekciójának legjava az Állami Tretyjakov Galéria gyűjteményeit gazdagította, egy részük az állandó kiállításon napjainkban is megtekinthető.